# Kimmer Bäke
Die Kimmer Bäke ist ein Fließgewässer im niedersächsischen Landkreis Oldenburg. Sie ist der größere Quellbach und damit hydrologische Oberlauf der Berne, die durch die künstliche Teilung der Ollen zum Oberlauf der Unteren Ollen geworden ist.

## Verlauf
Der 12 km lange Bach fließt in den Gemeinden Dötlingen, Hatten und Hude. Er hat seine Quelle im Wäldchen Rhader Sand, südwestlich von Nuttel.  Von dort fließt er in nördlicher Richtung durch das Nutteler Moor, östlich an Dingstede vorbei, unterquert bei Kirchkimmen die Bundesautobahn 28 und fließt weiter nach Norden. Südwestlich von Hude vereinigt sich die Kimmer Bäke mit der Brookbäke zur Berne.
Am Sandfang bei Vielstedt, kurz vor der Mündung, wurden 2014 umfangreiche Arbeiten zur Renaturierung der Kimmer Bäke durchgeführt. Der Gewässerlauf wurde entschlammt, Weserkies ist eingebracht worden und der Uferbereich wurde befestigt.

## Kunst
In Zusammenarbeit mit Wolf E. Schultz und der Bauerschaft Kirchkimmen entstand 1985 der Artesische Brunnen als Denkmal für den Frieden. Durch das physikalische Prinzip der kommunizierenden Röhren drückt das Grundwasser aus dem Bohrloch zwei Meter über den Erdboden. Das Wasser läuft in die Kimmer Bäke ab, ohne den natürlichen Kreislauf zu stören. Der Brunnen steht an der Straße Am Kimmer Bach in Kirchkimmen, 20 Meter von der Bremer Straße entfernt.

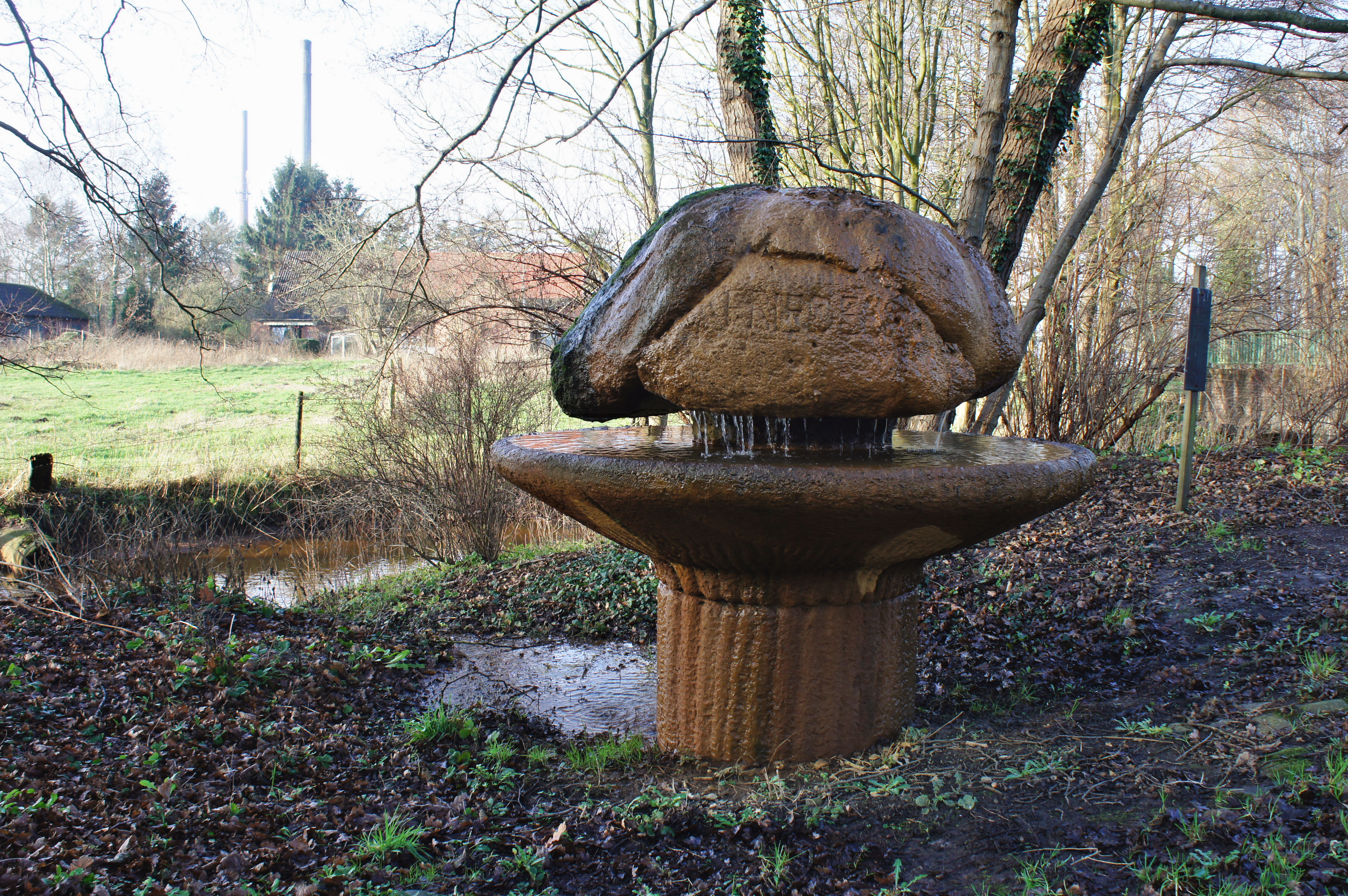
Der Artesische Brunnen mit Inschrift „FRIEDEN“ im Januar 2016